# Варфоломей (Мостратос)
Епископ Варфоломей (греч. Επίσκοπος Βαρθολομαίος, в миру Вонифа́тиос Мостра́тос, греч. Βονιφάτιος Μοστράτος, будучи священником, носил имя Некта́рий; род. 1 ноября 1954, Афины) — архиерей  Константинопольской православной церкви, епископ Керамонский, викарий Канадской архиепископии с 25 июля 2020 года.

## Биография
Родился в городе Афины, но рос в городе Парикия на острове Парос в Греции. Учился в Патмосской церковной школе (Πατμιάδα Εκκλησιαστική Σχολή). Пострижён в монашество с именем Нектарий.
13 февраля 2020 года Священным синодом Константинопольской православной церкви был избран для рукоположения в сан епископа Керамонского, викария Канадской архиепископии.
25 июля 2020 года в храме Чесного Креста в Лавале, Монреаль, был хиротонисан в епископский сан. Хиротонию совершили: архиепископ Канадский Сотирий (Афанасулас), епископ Оттавский, Восточной Канады и Верхнего Нью-Йорка Александр (Муфаридж) (Антиохийский патриархат), епископ Канадский Иоанн-Кассиан (Тунару) (Румынская православная церковь), епископ Ириней (Рошон) (Православная церковь в Америке). В день своей хиротонии изменил имя с Нектарий на Варфоломей, в честь патриарха Варфоломея.